# Gare d'Esztergom-Kertváros
La gare d'Esztergom-Kertváros (en hongrois : Esztergom-Kertváros vasútállomás) est une halte ferroviaire hongroise, située à Esztergom.